# Жан Батист Перен
Жан Батист Перен (фр. Jean Baptiste Perrin; Лил, 30. септембар 1870 — Њујорк, 17. април 1942) био је француски физикохемичар. Рођен је у Лилу (Француска), а студирао је у Паризу. Од 1910. до 1940. године био је професор физичке хемије на Универзитету у Паризу. Године 1895. утврдио је да су катодни зраци негативно наелектрисане честице (електрони). У покушајима да одреди масу тих честица претекао га је Џ. Џ. Томсон. Око 1908. почео је да испитује Брауново кретање. Године 1926. добио је Нобелову награду за физику за рад на дисконтинуалној структури материје, а нарочито за откриће седиментационе равнотеже.

## Опис експеримента којим је Перен утврдио наелектрисање електрона
У ранијим експериментима научник Стоуни је уочио катодне зраке у катодној цеви. Зраци би се јављали када би се напон спусти испод 2 волта. На већим напонима гас измећу електрода би светлео бљештаво. Ти зраци су ишли од аноде ка катоди и били су уочљиви само уколико би се цев обложила флуоресцентном материјом. Тада би се уочавали као флуоресцентно светлуцање. 
Перен је катодну цев ставио у спољашње електрично поље. Уочио је да катодни зраци (електрони) скрећу ка позитивном крају. То је био довољан доказ за закључак да су електрони негативно наелектрисани. Потврда закључка је дошла приликом стављања катодне цеви у магнетско поље.